# Мецамор
Мецамор (на арменски: Մեծամոր) е град, разположен в провинция Армавир, Армения. Населението му през 2009 година е 10 287 души.

## История
На територията на днешния град в продължение на около 5000 години е съществувало древно селище. До края на XIX век то бива напълно разрушено. По време на археологически разкопки през 1965 г. тук са открити множество редки експонати.
През 1970 г. близо до древното селище започва строежът на Арменската АЕЦ. До централата се образува и ново селище, чието население е било заето основно в построяването на първи (1976 г.) и втори (1980 г.) енергоблок, както и тяхната експлоатация. Чернобилската авария от 1986 г. осуетява плановете за построяването на още два енергоблока. Централата е спряна през 1989 г., поради съображения за сигурност след земетресението в Спитак от 1988 г., но е пусната отново в експлоатация през 1993 г. Днес Арменската АЕЦ произвежда около 30 – 40% от електроенергията в Армения.

## Население
- 2001 – 8853 души
- 2009 – 10 287 души